# Gardiner (Montana)
Gardiner ist ein Ort im Park County des US-Bundesstaates Montana. Nach Zählung des US-Zensus von 2000 leben 851 Personen dort. Gardiner ist vor allem als Grenzort und nördliches Tor zum Yellowstone-Nationalpark von Bedeutung.

## Geografie

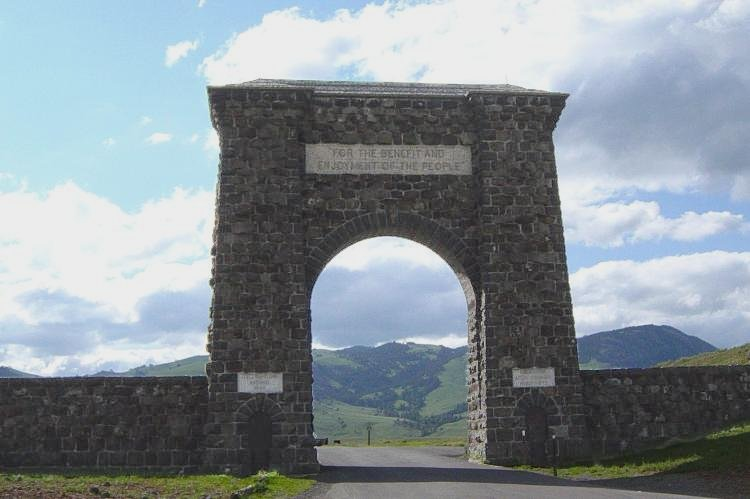
Tor zum Yellowstone-Nationalpark in Gardiner

Der Ort umfasst 10,0 km², davon sind 9,8 km² Land und 0,2 km² Wasser.
Eine Straße führt nach Norden nach Bozeman und nach Süden nach Mammoth Hot Springs im Yellowstone-Nationalpark.
Bekannt ist Gardiner für den Roosevelt-Torbogen, der den Eingang in den Yellowstone-Nationalpark darstellt. Der Yellowstone River fließt durch Gardiner. Im Juni 2022 war der Ort durch ein Rekord-Hochwasser von der Außenwelt abgeschnitten. Der Nationalpark musste geschlossen werden. Starke Regenfälle und eine rapide Schneeschmelze führten zu Überschwemmungen und Erdrutschen. Der Yellowstone River erreichte eine Rekord-Höhe von 13,88 Fuß (4,23 Meter).

## Demografie

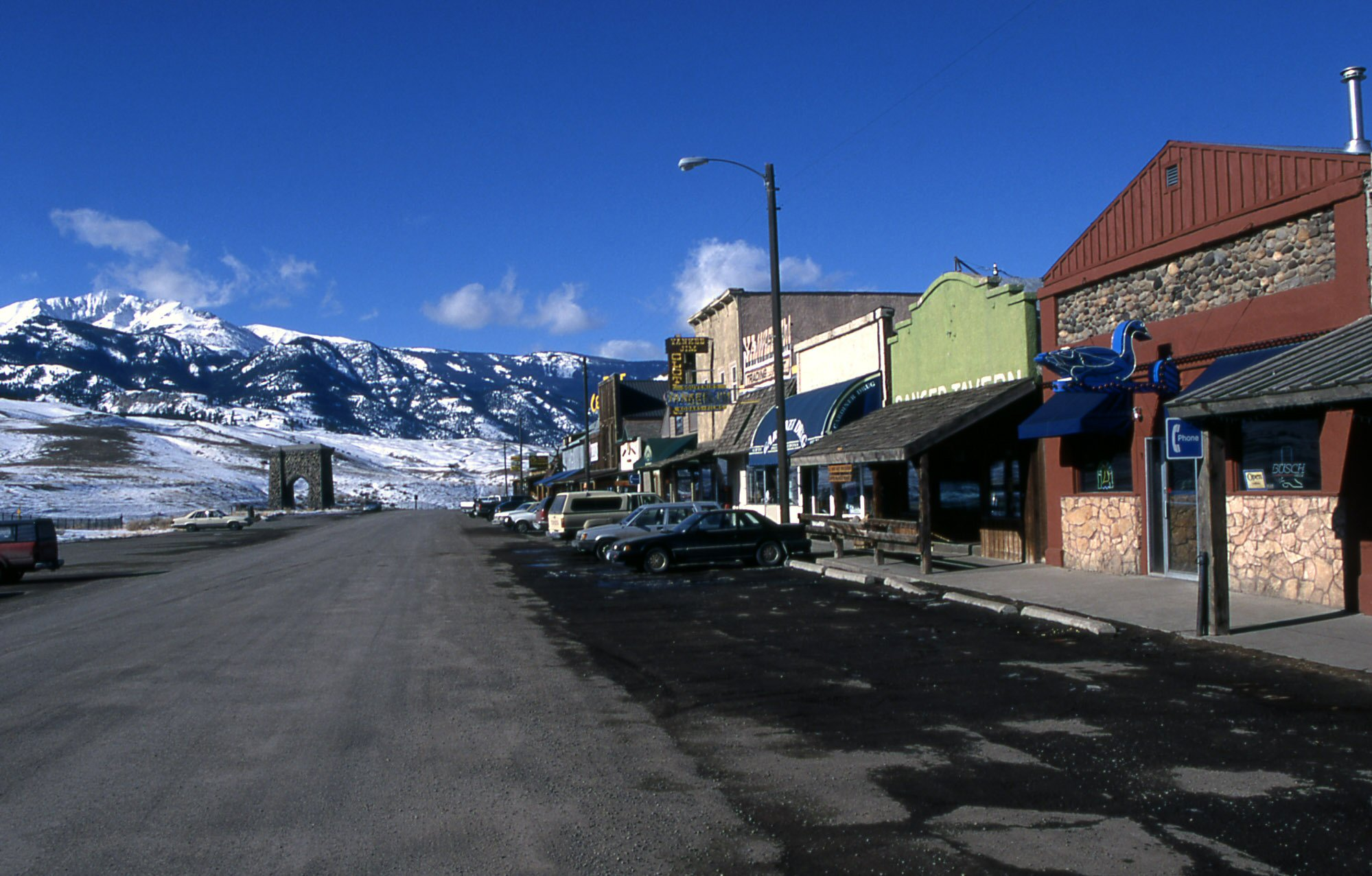
Gardiner

Die 851 Einwohner im Jahr 2000 verteilen sich auf 435 Haushalte und 210 Familien. Die Bevölkerungsdichte liegt bei 86,9/km² (224,9/mi²). 97,30 % der Einwohner sind Weiße, 1,41 % Indianer, 0,35 % Schwarze, 0,24 % Asiaten, 0,12 % andere und 0,59 % Mischlinge.
Das mittlere Einkommen eines Haushaltes liegt bei $30.125 jährlich; das mittlere Einkommen einer Familie bei $46.071. Männer verdienen durchschnittlich $30.240 pro Jahr, Frauen $17.614. 8,2 % der Einwohner und 3,4 % der Familien leben unter der Armutsgrenze.